# 马克拉伊夫卡
50°51′30″N 29°6′46″E / 50.85833°N 29.11278°E
马克拉伊夫卡（烏克蘭語：Маклаївка），是烏克蘭北部日托米爾州科羅斯滕區乔波维奇市镇内的村落。面積1.06平方公里，海拔高度184米，2001年人口104，人口密度每平方公里97.84人。